# Лудольф (дворянский род)
Лудольф (нем. Ludolf) — дворянский род.

## Происхождение и история рода
Немецкий род происходивший из города Эрфурта в Тюрингии, получивший дворянство в начале XVII века.

## Известные представители
- Лудольф, Хиоб (1624—1704) — автор первой эфиопской грамматики и первой европейской истории Эфиопии.
- Лудольф, Генрих Вильгельм (1655—1712) — автор первой русской грамматики, библеист.
- Лудольф, Карл Вильгельм[нем.] (1754—1823) — дипломат, посол Австрийской империи в Швеции и Дании.
- Лудольф, Гульельмо Костантино[нидерл.] (1755—1839) - дипломат, представитель Бурбонской монархии при турецком султане.
- Лудольф, Джузеппе Костантино (1787—1875) - посланник Королевства Обеих Сицилий при Императорском дворе в Санкт-Петербурге.
- Лудольф, Юлиус (1893—1947) — оберштурмфюрер СС, комендант концлагеря Лойбль.